# اسدخوجا مویدینخوائف
اسدخوجا مویدینخوائف (ازبکی: Asadxo'ja Mo`ydinxo`jayev؛ زادهٔ ۸ مهٔ ۲۰۰۱) بوکسور اهل ازبکستان است.